# Liceu de Artes e Ofícios do Rio de Janeiro
O Liceu de Artes e Ofícios do Rio de Janeiro é uma instituição de ensino brasileira de grande tradição, instalada atualmente na Rua Frederico Silva, na Praça XI, Rio de Janeiro.
Em 2022, por conta de problemas financeiros, anunciou a suspensão da educação básica, o que inclui a educação infantil e ensino fundamental, mantendo apenas os cursos livres, o pós-ensino médio e a alfabetização no período noturno.

## Fundação

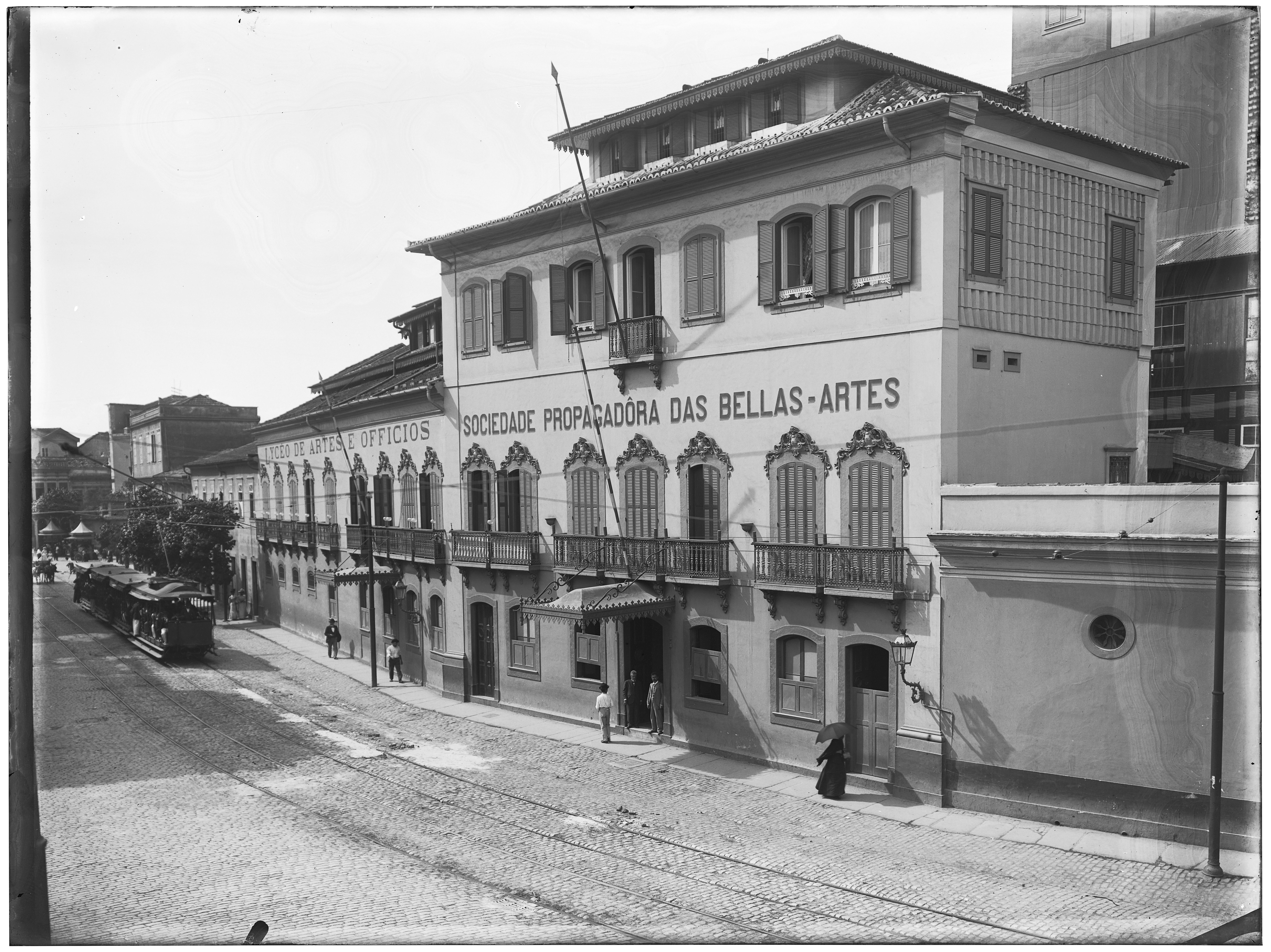
Liceu de Artes e Ofícios entre 1885 e 1905.

Foi fundado em 1856 pelo comendador Francisco Joaquim Béthencourt da Silva sob os auspícios da Sociedade Propagadora das Belas Artes, a fim de difundir o ensino das belas-artes aplicadas aos ofícios e à indústria, e voltado especialmente para homens livres da classe operária, com o intuito de desenvolver uma sociedade industrial. As mulheres só foram admitidas em 1881. Além das classes em seu estatuto de fundação já se previa a instalação de uma biblioteca, edição de uma revista e realização de exposições com os trabalhos dos alunos. O Liceu foi a primeira escola brasileira a adotar o ensino noturno.

### Matérias ensinadas
Com grande ênfase no desenho de figuras e de ornatos, logo o currículo oferecia aulas de arquitetura naval, português, aritmética, álgebra, geometria, francês, inglês, música, geografia, estatuária e escultura, caligrafia, história das artes e ofícios, estética, mecânica aplicada, física, química inorgânica e orgânica.

### Sedes
Em 1858, com muita dificuldade para encontrar um prédio para alugar, Béthencourt da Silva conseguiu que a administração da Irmandade da Matriz do Santíssimo Sacramento da Antiga Sé,  na avenida Passos, cedesse o espaço do seu consistório para o início das aulas do Liceu. Ministravam inicialmente 28 professores, todos figuras ilustres, sem remuneração, no prédio do Consistório da Irmandade do Santíssimo Sacramento da antiga Sé, que logo requisitou o espaço, obrigando à mudança do Liceu para a Igreja São Joaquim, onde permaneceu até 1877, com uma interrupção nas atividades entre 1860 e 1863 por falta de verbas. Em 1878 passou a funcionar na antiga sede da Secretaria do Império, ainda com recursos escassos apesar das constantes doações em dinheiro e materiais, fazendo com que as oficinas só entrassem em atividade em 1899.
Entrementes, em 1882 iniciaram as exposições, que só ficavam atrás em importância às da Academia Imperial de Belas Artes.
No mesmo ano foi estabelecido o Curso de Comércio, que seria o único curso regular em sua área até a fundação da Academia de Comércio do Rio de Janeiro em 1902.
Falecendo seu fundador em 1911, assumiu seu filho o doutor Bethencourt Filho, que permaneceu à testa da instituição até 1928. Em sua gestão foram criadas as oficinas gráficas, de douração, encadernação e o ateliê de água-forte. Seu patrimônio cresceu com a incorporação de novos terrenos e a ampliação de seus espaços, transferindo-se para uma área de 5 mil m² na antiga avenida Central.

### Professores e alunos
O Liceu foi uma das mais importantes instituições de ensino artístico e profissional no Brasil até a primeira metade do século XX. Contou com mestre ilustres e alunos que se tornaram figuras importantes no cenário nacional.
Dentre seus professores mais antigos vale lembrar Agostinho José da Mota, Luigi Stallone, o romancista Manuel Antônio de Almeida, François-René Moreaux, que foi seu primeiro diretor, Costa Miranda, Vitor Meireles, Francisco Antônio Néri, José Maria de Medeiros, Pedro Peres, Oscar Pereira da Silva, Carlos Oswald e Carlos de Laet que lecionava francês.
Entre os seus alunos mais ilustres, Rodolfo Amoedo, Carlos Chambelland, Sílvio Pinto, Eliseu Visconti, Guttmann Bicho, Francisco Stockinger, Cândido Portinari, Renina Katz e Rubens Gerchman.

### O Liceu hoje
O Liceu continua em funcionamento e conta atualmente com cursos técnicos de publicidade e informática, e grande variedade de cursos livres em artes plásticas, artes cênicas, dança, esporte e saúde.

## Dificuldade financeira e extinção de atividades
Em dezembro de 2022, anunciou a suspensão da educação básica, o que inclui a educação infantil e ensino fundamental I (do 1º ao 5º ano), mantendo apenas os cursos livres, o pós-ensino médio e a alfabetização no período noturno. No passado, ainda por conta das dívidas, teve que encerrar as atividades do ensino fundamental II e ensino médio.

A instituição vem passando por dificuldades financeiras, fruto de passivos trabalhistas – que somam cerca de R$ 4 milhões –, acumula dívidas e sofre com atraso na folha de pagamento. A Secretaria de Educação do Rio de Janeiro (Seeduc-RJ) informou que vem cumprindo com a decisão judicial de 2020, e deposita regularmente os pagamentos, tendo depositado R$ 3.87 milhões desde então.